# Anstruther (klan)
Anstruther – szkocki klan z Anstruther w Fife we wschodniej Szkocji.

## Historia

### Powstanie nazwy
Nazwa pochodzi od miasta Anstruther, które zostało uznane za siedzibę rodu.

### XVI wiek i angielsko-szkockie wojny
W 1483 Andrew Anstruther potwierdził prawo do baronii i walczył z Anglikami w bitwie pod Flodden Field w 1513. Jego drugi syn, David, walczył w bitwie pod Pawią w 1525, w służbie Franciszka I Walezjusza.

### XVII wiek i wojna domowa
Sir Phillip Anstruther prowadził klan i walczył z rojalistami podczas wojny domowej. Ukrywał Karola II w Zamku Dreel, jednak później został wzięty do niewoli po przegranej bitwie pod Worcester w 1651.

## Naczelnik klanu
Naczelnikiem klanu Anstruther był Ianem Anstruther, sprawujący władzę od 2002 r. do swej śmierci w 2007 r.

## Siedziba
Siedzibą jest Balcaskie Castle. Airdrie House i Newark Castle w Fife też należą do Anstruthers.

## Anstruther dziś
Motto: Periissem ni Periissem